# 中国人民解放军第九师
中国人民解放军第九师，是中国人民解放军曾经的一个师。
1949年2月，由西北野战军第3纵队独立第5旅改称中国人民解放军第3军第9师，下辖第25、第26、第27团，师长朱声达，政委王赤军。其前身是1946年11月组建的晋绥军区第3纵队独立第5旅。解放战争时期参加了沙家店、延清、宜川、荔北、陕中、扶眉、兰州等重要战役战斗。1952年6月，与第7师合编为第1军第7师。原9师师部改编为炮兵第15师师部；第25团团部调归空军，其部队编入第7师第19、第20团和战车团；第26团改建为第7师炮兵团；第27团整编为第7师第21团。